# 永和宮
永和宮（转写：yong ho gung），為紫禁城內廷東六宮之一，位于東六宮东部中间。

## 历史
永和宫是紫禁城内廷东六宫之一，位于承宫以东，景阳宫以南。明朝永乐十八年（1420年）建成，初名“永安宫”，明朝嘉靖十四年（1535年）更名“永和宫”；清朝沿袭明朝旧制，且于康熙二十五年（1686年）重修，乾隆三十年（1765年）又有修缮，光绪十六年（1890年）重修。
明朝永和宫为妃嫔所居，清朝为后妃所居。清朝康熙帝孝恭仁皇后久居永和宫。后来，道光帝静贵妃，咸丰帝丽贵人、珳贵人、鑫常在等人先后在永和宫居住。光绪帝大婚后，永和宫为瑾妃居所。
永和宫正殿前檐挂有“永和宫”陡匾。乾隆六年（1741年），乾隆帝命依照永寿宫陡匾的式样，制作十一面匾额，并亲自题写，分别挂在东六宫、西六宫除永寿宫之外的其他十一宫的正殿。乾隆帝还下谕旨：“自挂之后，至千万年，不可擅动，即或妃嫔移住别宫，亦不可带往更换。”
2005年4月28日，“清代妃嫔生活展”在永和宫开幕，此后作为故宫博物院常设展览之一。2007年，由于展览调整，位于永寿宫的“犀照群伦——故宫藏历代铜镜展”和永和宫的“清代妃嫔生活展”暂闭：10月15日起永寿宫暂闭，10月19日起永和宫暂闭。随后，“清代妃嫔生活展”迁移至永寿宫举办，继续作为故宫博物院的常设展览之一。
如今，故宫博物院青铜器馆设在承宮、永和宫。北京故宫博物院是收藏青铜器最多的博物馆，收藏历代铜器一万余件，其中具铭的1600余件，另有铜镜5000件。这些藏品绝大部分为清宫旧藏的传世作品。故宫博物院青铜器馆是中国国家级博物馆中最早的陈列专馆，1957年筹备，1958年正式开展。当时中国几乎一切历史陈列都为“通史”式，青铜器馆也按历史分期分成商代、西周、春秋、战国四个部分，共展出三百余件文物，包括许多故宫博物院藏青铜重器，如商“三羊尊”、“亚方尊”，西周“追簋”，战国“宴乐渔猎攻战纹壶”等等。青铜器馆从开馆便受到热烈欢迎。故宫博物院青铜器馆一直是作为故宫博物院文物陈列支柱的“三大专馆”之一（其他两馆是故宫博物院书画馆、故宫博物院陶瓷馆）。2013年，故宫博物院青铜器馆在承宮、永和宫重新开放，这是历经八年修整的青铜器馆经过改陈以新面貌亮相。重新开放的青铜器馆，共展出故宫博物院藏青铜器129件套，陈列分为四大主题：“青铜器与礼制”、“青铜器与军事”、“青铜器与音乐”、“青铜器与生产生活”，另外还新设“台北故宫及海外藏中国青铜器”专题，对海峡两岸故宫博物院、美国及海外收藏的青铜器精品进行了实物展览以外的介绍。

## 建筑
永和宫为二进院，保持着明朝初年始建时的格局。主要建筑有： 
- 永和门：永和宫的正门，坐北朝南。[1]
- 永和宫：为前院正殿，面阔五间，前接抱厦三间，黄琉璃瓦歇山顶，檐角安有5个走兽，檐下施单翘单昂五跴斗栱，绘有龙凤和玺彩画。明间开门，次间、梢间都是槛墙，上安支窗。正间室内悬挂着乾隆帝御题“仪昭淑慎”匾，吊白樘箅子顶棚，采用方砖墁地。[1]
  - 东配殿、西配殿：正殿前东、西两侧有配殿各三间，均为明间开门，黄琉璃瓦硬山顶，檐下绘有旋子彩画。东、西配殿的北侧均为耳房，各三间。[1]
- 同順齋：为后院正殿，面阔五间，黄琉璃瓦硬山顶，明间开门，双交四椀槅扇门四扇，中间的两扇外置有风门，次间、梢间都是槛墙、步步锦支窗，下为大玻璃方窗，两侧带有耳房。[1]
  - 东配殿、西配殿：同顺斋前东、西两侧有配殿各三间，均为明间开门，黄琉璃瓦硬山顶，檐下绘有旋子彩画。[1]
  - 井亭：后院西南角有井亭一座。[1]

## 居住者
- 清朝孝恭仁皇后烏雅氏[1]：為清朝雍正帝的生母，她在康熙十七年十月（1678年）生下雍正帝之後，次年被冊封為“德嬪”，康熙二十年進封為“德妃”。其子登基為雍正帝之後，雍正帝本欲尊生母為“仁壽太后”，但烏雅氏卻在雍正元年五月匆匆離世，享年六十三歲。
- 清朝乾隆帝愉贵妃：據乾隆十年的一次佛事活動顯示，各宮排序為：西暖殿、翊坤宮、景仁宮、长春宫、永和宮、承乾宮。而宮中檔案對后妃的排序為：皇后富察氏、嫻貴妃那拉氏、純貴妃蘇氏、嘉妃金氏、愉妃珂里葉特氏、舒嫔叶赫那拉氏。因此愉妃居永和宮，但乾隆十年五月，后妃的住處曾經進行過一次調整，未知愉妃是否遷居別宮。[6]
- 清朝乾隆帝芳妃陳佳氏：江南汉女，乾隆三十一年十一月十六日，初封明常在。此后一直在贵人、常在位份上反复升降。乾隆四十四年与顺妃一起住永寿宫。乾隆五十九年十月，相关部门拟定明贵人晋升为嫔的徽号，乾隆帝在“茂、翊、芳”三个字里面选择了芳字。十月二十二日，内阁奉上谕，贵人陈氏著封为芳嫔。《乾隆至嘉庆年添减底档》记载：“乾隆五十九年十一月二十日起，恭嫔娘娘居承乾宫，芳嫔娘娘住永和宫。每宫每日原有看宫黑炭三斤，煤十斤，俱于二十日止退。记此。”可知林氏封嫔后居永和宫
- 清朝道光帝靜貴妃[1]：亦即孝靜成皇后，道光五年入宫后居于永和宮。道光二十年封皇贵妃后博爾濟吉特氏遷居鐘粹宮。[7]
- 清朝咸豐帝麗貴人他他拉氏、珳貴人、鑫常在[1]：以上三位在永和宮的居住皆在交出官女子時被记載。
- 清朝光緒帝瑾妃他他拉氏[1]：瑾妃在光緒十五年元月以“瑾嬪”的身分入宮後，一直到民國十三年（1924年）薨逝為止，一直住在永和宫。瑾妃在永和宮過著很有品味的生活，她喜愛美食、常以書法丹青自娛。永和宮在瑾妃居住時期，有數樣刻工精細、鑲滿鐘錶的瓶盤盆景作為擺設。